# Neocancrincola platensis
Neocancrincola platensis is een eenoogkreeftjessoort uit de familie van de Cancrincolidae. De wetenschappelijke naam van de soort is voor het eerst geldig gepubliceerd in 1974 door Mane-Garzon & Sobota.